# Lobocleta isocyma
Lobocleta isocyma là một loài bướm đêm trong họ Geometridae.